# Ставропольская
Ставропольская — станица в Северском районе Краснодарского края.
Входит в состав Григорьевского сельского поселения.

## География
Станица расположена в горно-лесной зоне, на реке Шебш в месте впадения в ней притока Безепс. В 5,5 км ниже по течению находится станица Григорьевская.

### Улицы
| - ул. 339-й Ростовской Дивизии, - ул. 50 лет ВЛКСМ, - ул. 50 лет Октября, - ул. Гагарина, - ул. Гоголя, - ул. Западная, - ул. Красноармейская, - ул. Ленина, - ул. Лесная, - ул. Мира, - ул. Мичурина, | - ул. Молодёжная, - ул. Набережная, - ул. Новая, - ул. Орджоникидзе, - ул. Подгорная, - ул. Пушкина, - ул. Советская, - ул. Фрунзе, - ул. Шевченко, - ул. Южная. |

## История
Станица основана в 1864 году.
Входила в Екатеринодарский отдел Кубанской области. Была названа в честь 74-го Ставропольского пехотного полка, который был ранее расквартирован на месте её последующего устроения..

## Население
| 2002 | 2010  | 2015 |
| ---- | ----- | ---- |
| 873  | ↗1021 | ↘831 |